# Bañista a punto de zambullirse
Bañista a punto de zambullirse, también titulado Bañistas, es un cuadro del pintor impresionista francés Gustave Caillebotte, pintado en 1878, en óleo sobre lienzo, de 157 x 117 cm. Muestra una escena veraniega con jóvenes divirtiéndose en el agua. Originalmente formaba parte de un tríptico con otras dos escenas fluviales. La obra se encuentra ahora en una colección privada en Francia.

## Contexto
Caillebotte se involucró en el movimiento impresionista en la década de 1870 y exhibió por primera vez algunas obras (incluyendo Los acepilladores de parqué) en 1875 en la segunda gran exposición impresionista. Ocho de estas exposiciones fueron organizadas entre 1874 y 1886 por los artistas impresionistas, que fueron admitidos con moderación en el Salón de París, principalmente para crear una oportunidad de exposición para su propio trabajo. En 1877 y 1879 Caillebote participó de cerca en la organización de la tercera y cuarta exposiciones, en las que él, como hombre rico, también proporcionó apoyo financiero. También expuso allí sus propias obras: seis en 1877, incluida Calle de Paris, tiempo lluvioso, y cuatro en 1879, incluido Bañista a punto de zambullirse. El cuadro formaba parte de un tríptico con otras dos escenas en el río Yerres, en la localidad del mismo nombre cerca de París: Los botes en verano y Pescador a la orilla del Yerres. En 2011, las tres obras se exhibieron juntas nuevamente por primera vez desde la Exposición Impresionista de 1879 en el Museo de Bellas Artes de Rennes.

## Escena
Bañista a punto de zambullirse es una de las varias escenas fluviales que Caillebotte pintó alrededor de 1878 cerca de Yerres y del río del mismo nombre, en la finca familiar. Fue para el artista (que cumplió treinta años el 19 de agosto) el último verano feliz en Yerres, porque su madre fallecería en París el 20 de octubre de 1878 y la propiedad fue vendida el 17 de junio de 1879.
Ataviados con trajes de baño azul oscuro con ribetes rojos, unos jóvenes disfrutan en el río. Uno de espaldas al espectador sobre una tabla como trampolín, se dispone a zambullirse en el agua, mientras otro a la derecha saliendo de ella lo mira, así como más lejos otro en el agua. Al fondo, se acerca un remero en bote. Nunca se ha establecido quiénes son los hombres, aunque se sabe que Caillebotte suele elegir a amigos y conocidos como modelos para estas escenas. La representación de hombres bañándose era muy inusual en ese momento, también entre los impresionistas. Entre la colorida Escena de verano de Frédéric Bazille de 1869 y Un baño en Asnieres de Georges Seurat de 1883, no hay otra obra impresionista con bañistas que no sean mujeres. Sólo el propio Caillebotte realizó otra obra sobre un tema similar en 1877, Bañistas, orilla del Yerres, aunque hay una figura femenina que apenas observa visiblemente.
Al igual que las otras 'pinturas de río' de Caillebotte, Bañista a punto de zambullirse es menos tradicional que sus obras anteriores. Utilizó cada vez más la paleta de colores impresionista y buscó constantemente la luz natural, incluso pintando al aire libre. Su paleta es más ligera y su pincelada más suave. La profundidad de la imagen es menor porque las escenas están cerradas por el verde del follaje. Utiliza visiblemente la técnica fotográfica del recorte. Sin embargo, la ilusión tridimensional de la obra no se altera realmente, en parte porque prescinde del uso de pinceladas fragmentarias y esquemáticas, algo común entre la mayoría de los impresionistas de la época.

## Valoración
Caillebotte siempre fue muy apreciado como pintor por sus compañeros pintores impresionistas. Sin embargo, la crítica siempre lo siguió viendo como un poco diletante, que había entrado en el circuito por su riqueza y su papel de mecenas. Esa imagen se mantuvo durante mucho tiempo después de su muerte, pues casi toda su obra permaneció en la familia hasta la década de 1960, luego de que fuera rechazada por el Estado tras su muerte en 1894. A finales del siglo XX se produce una revalorización de su obra. Hoy en día, muchas de sus pinturas se consideran algunas de las mejores que ha producido el impresionismo.

## Tríptico, 1878

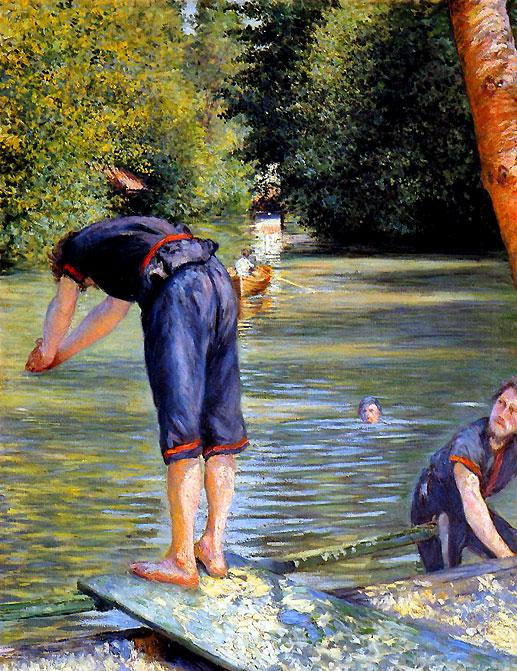
Bañista a punto de zambullirse
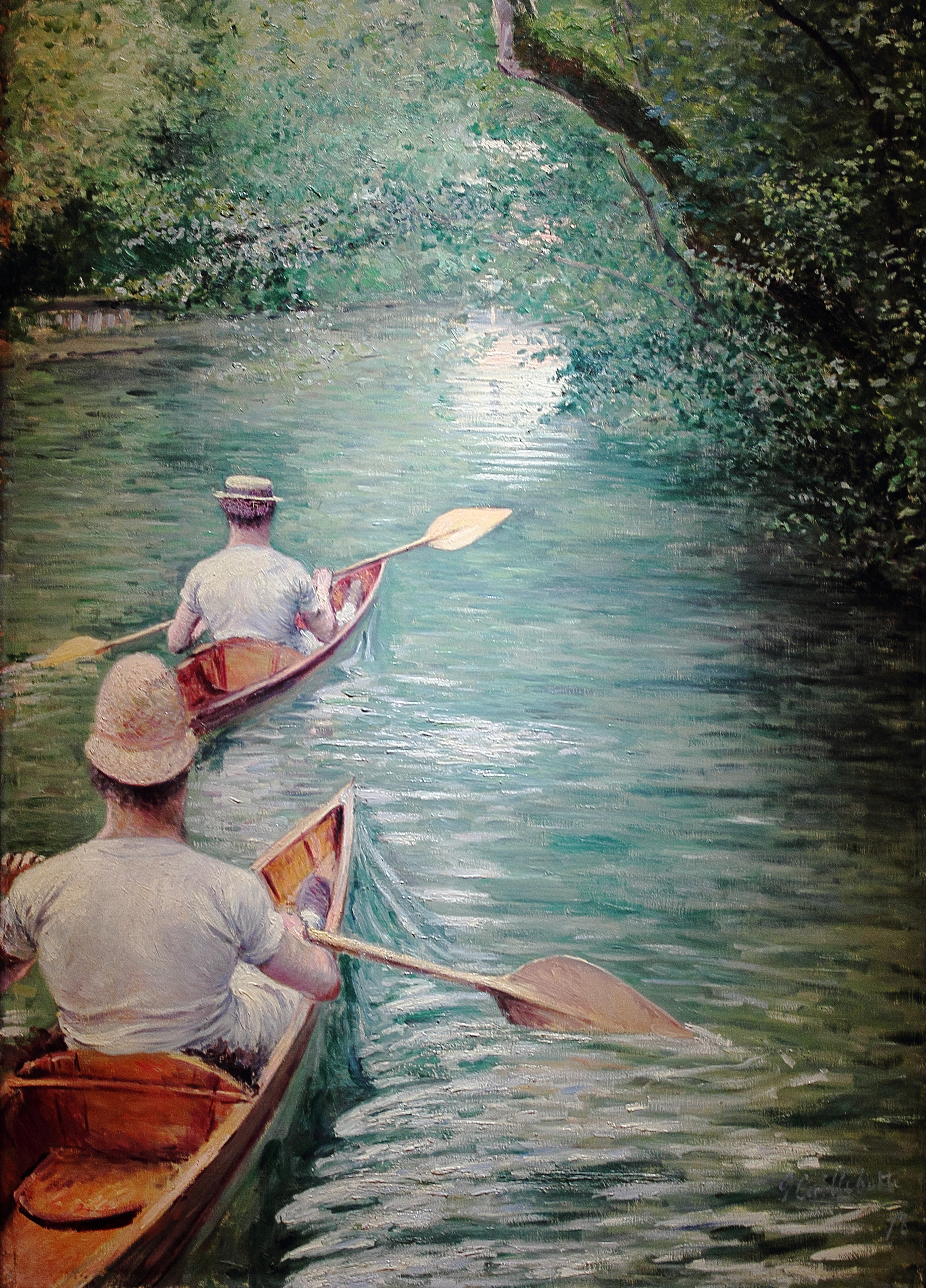
Los botes en verano
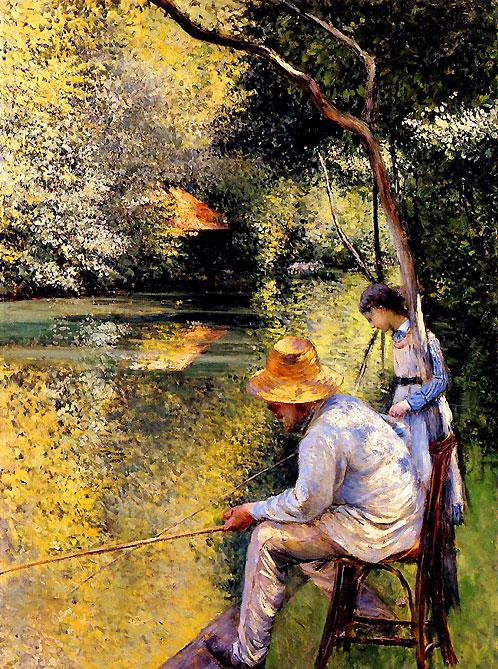
Pescador a la orilla del Yerres